# Leptotarsus (Tanypremna) guadeloupensis
Leptotarsus (Tanypremna) guadeloupensis is een tweevleugelige uit de familie langpootmuggen (Tipulidae). De soort komt voor in het Neotropisch gebied.